# Preedípico
Preedípico es un concepto psicoanalítico que:

Califica el período del desarrollo psicosexual anterior a la instauración del complejo de Edipo; en este período predomina, en ambos sexos, el lazo con la madre.